# Am Riedert
Das Naturschutzgebiet Am Riedert liegt in den zum Gemeindegebiet von Eibenstock gehörenden Wäldern südlich der Zwickauer Mulde. Es ist ein Teil des Natura-2000-Gebietes „Oberes Zwickauer Muldetal“ und gehört zu den aus naturschutzfachlicher Sicht bedeutenden „Restbeständen naturnaher Gebirgswälder“ des Westerzgebirges.

## Unterschutzstellung
Nach einstweiliger Sicherstellung im Jahr 1958 wurde das Gebiet im Jahr 1961 durch einen als „Anordnung“ bezeichneten Rechtssetzungsakt des Ministeriums für Landwirtschaft, Erfassung und Forstwirtschaft der DDR unter Schutz gestellt und hat heute die Schlüsselnummer C 22. Den Schutzzweck dieses Naturschutzgebietes beschreibt das Sächsische Umweltministerium in seiner Publikation „Naturschutzgebiete in Sachsen“ aus dem Jahr 2008 so:
Erhaltung des Fichten-(Tannen-)Buchen-Waldes als für die Hochlagen des Westerzgebirges typischer Bergmischwald mit seinen Tier- und Pflanzengemeinschaften. Erhaltung und Förderung der Weiß-Tanne (Abies alba). Förderung der natürlichen Strukturvielfalt des Waldes.
Teil des Natura 2000-Gebietes „Oberes Zwickauer Muldetal“ (SITECODE: DE554030), Teilgebiet 3) ist es, weil der Schutz des Lebensraumtyps nach der FFH-Richtlinie „9110-Hainsimsen-Buchenwälder“ angestrebt wird. Ungefähr die Hälfte des Naturschutzgebietes gehört zum Lebensraumtyp 9110.

## Beschreibung
Das Gebiet liegt am zur Zwickauer Mulde hin steil abfallenden Nordhang des Gebirgszuges im gleichen Tal wie der Große Riedertbach und ein ihm zufließender namenloser Bach.  Die südöstliche Grenze bildet der Tannenweg, die südwestliche eine Schneise und im nördlichsten Bereich wird es von der Rautenkranzer Straße, einer nichtöffentlichen Forststraße, durchquert. Zu dieser Straße hin fällt das Gelände steil ab. In nordnordwestlicher Richtung ist der zu Schönheide gehörende Wohnplatz „Altes Wiesenhaus“ an der Zwickauer Mulde etwa zwei Kilometer entfernt. Die Nordostgrenze liegt etwa 500 Meter südlich des Riedertberges (775,3 Meter). Südöstlich liegt in etwa 1.500 Meter Entfernung der Berg „Zeisiggesang“ (922,4 Meter). Der frühere Wohnplatz Wilzschmühle liegt in südwestlicher Richtung in gleicher Entfernung. Das Naturschutzgebiet gehört nach der Naturraumkarte von Sachsen zur Mesogeochore „Eibenstocker Bergrücken“, das obere Drittel zur Mikrogeochore „Hangstufe am Zeisiggesang“ und der untere Teil zum „Rautenkranz-Schönheider Mulde-Tal“. Das Gebiet wird, wie der ganze „Eibenstocker Bergrücken“, zum Klimatyp „Mittlere sehr feuchte Berglagen“ gerechnet mit einer Jahrestemperatur von 6,35 °C und einem Niederschlag von 1.051,12 Millimeter pro Jahr.
Das Naturschutzgebiet gilt als für die Region typischer Bergmischwald mit Alttannen und -buchen. An Weiß-Tannen sind 17 Altbäume und 38 Bäume mittleren Alters vorhanden. Der Landschaftspflegeverband Westerzgebirge betont auf seiner Webseite, dass es die bestwüchsigen Tannen im Erzgebirge seien.

Im Managementplan wird das Gebiet so beschrieben: 
Es handelt sich um einen typischen hercynischen Bergmischwald mit sehr alten Rot-Buchen-, Berg-Ahorn-, Fichten- und sehr wenigen Weiß-Tannenbeständen. Die Krautschicht ist partiell sehr dicht und weist viele lebensraumtypische Pflanzenarten auf. Der Wald stockt auf einem mäßig geneigten Hang.
Zur Vogelfauna wird das Vorhandensein dieser Arten berichtet:
- Schwarzspecht (Dryocopus martius),
- Hohltaube (Columba oenas),
- Raufußkauz (Aegolius funereus),
- Sperlingskauz (Glaucidium passerinum).[11]

Das Naturschutzgebiet war Jahrzehnte gegen Wildverbiss eingezäunt. Die Zäune konnten wegen der reduzierten Wildbestände entfernt werden. Im Jahr 2017 waren sie nicht mehr vorhanden.
An der nordöstlichen Ecke des Naturschutzgebietes steht ein 70 Zentimeter hoher Stein aus Granit, auf dem unter einem eingerillten Kreuz „L. Kropp a. 29. Juni 1878“ steht. Der „Brotmannstein“ erinnert an einen Bäcker aus Carlsfeld, der hier beraubt und getötet wurde. In Kartenblatt 145-Section Eibenstock der Topographischen Karte (Äquidistantenkarte) von 1911 ist der Stein als Denkmal mit der Bezeichnung „Krapps Denkmal“ eingetragen. In der Äquidistantenkarte von 1897 ist er noch nicht eingetragen.

Das Naturschutzgebiet Am Riedert als naturnaher Gebirgswald
Mischwald im Mai, links die Rautenkranzer Straße, ein Waldweg
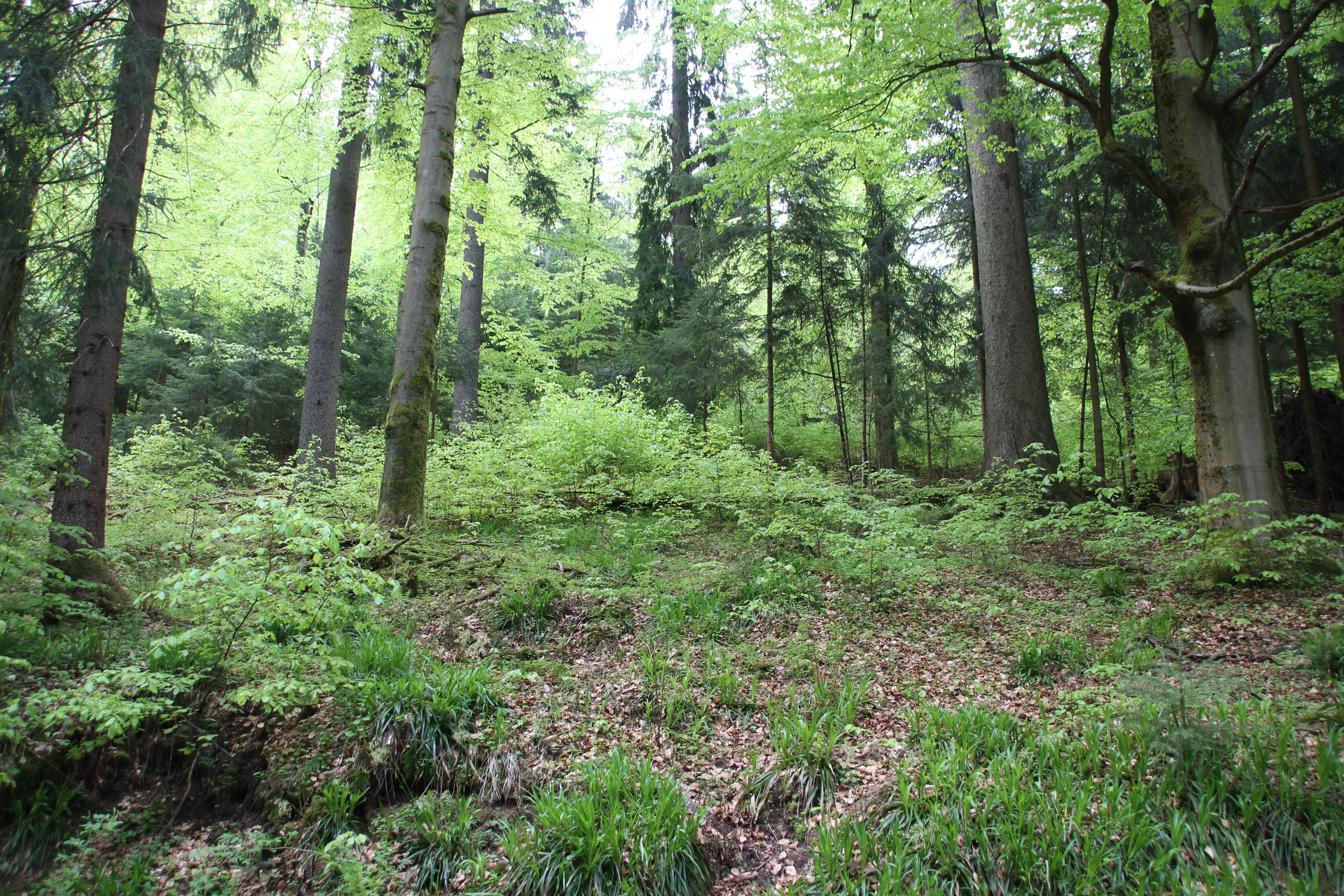
Naturverjüngung
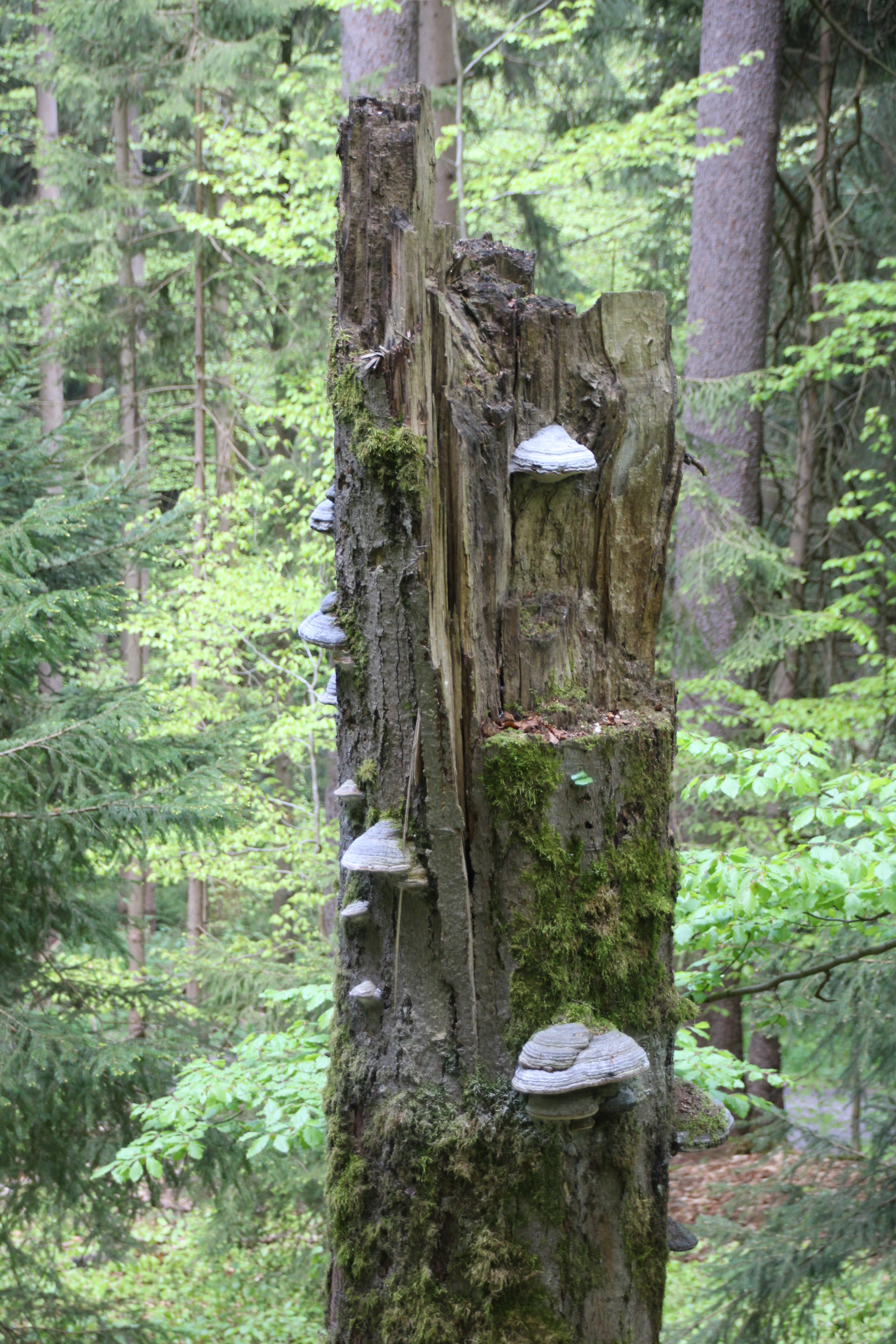
Baummumie
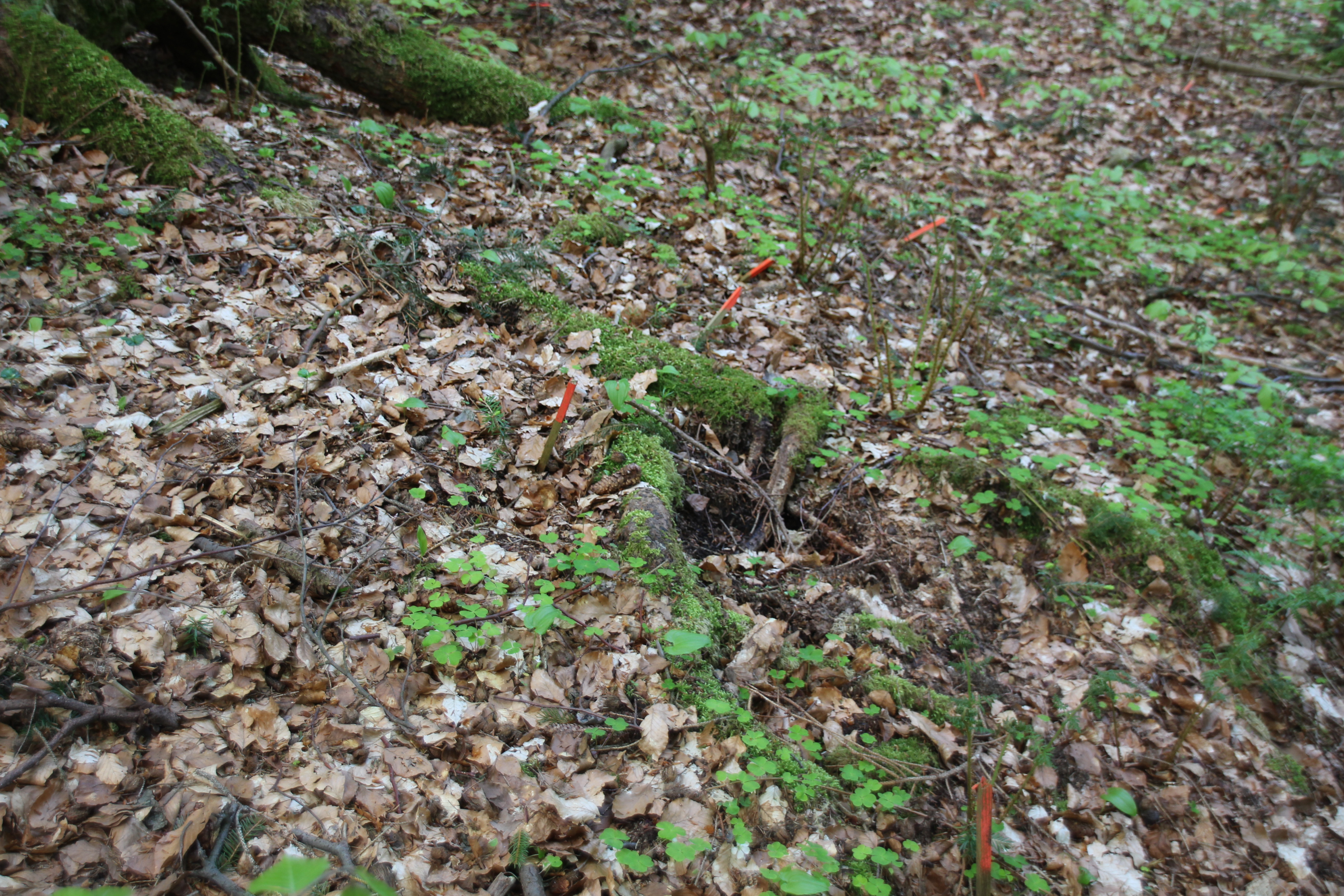
Untersuchungen zur Weißtannenaussaat
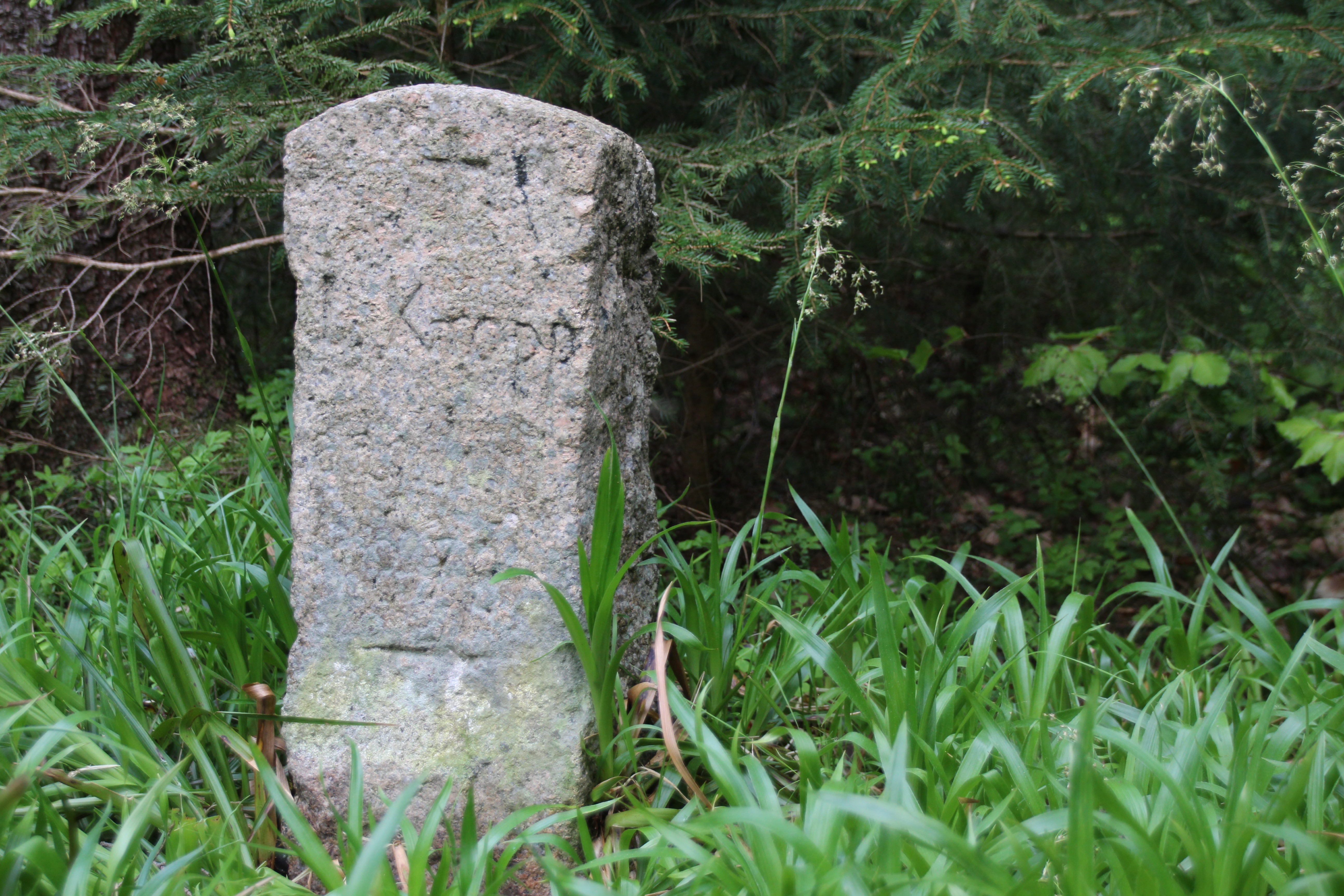
Der Kropp- oder Brotmannstein

## Bewertung
Der Landschaftspflegeverband Westerzgebirge urteilt über das Naturschutzgebiet: 
Es gibt erfreulicher Weise dank der Bemühungen einiger Forstmänner, die schon früher den Wald nicht nur als Holzacker sahen, einige Gebiete, die einem auch in der Baumschicht heute schon verraten, wie die Wälder der Zukunft aussehen sollen und dazu gehört das Naturschutzgebiet „Am Riedert“. Prächtige Alttannen und –buchen bestimmen das Bild. Es ist eine Freude, solche Wälder und das reichhaltige Leben in ihnen zu betrachten [...]. Das NSG ist 18,50 ha groß und wurde 1961 als für unsere Region typischer Bergmischwald unter Schutz gestellt. Besonders bemerkenswert ist der Bestand an Tannen: 17 Altbäume und 38 Bäume mittleren Alters. Es soll sich um die bestwüchsigen Tannen im Erzgebirge handeln.